# واردر کلاید آلی
واردر کلاید آلِی (به انگلیسی: Warder Clyde Allee) (زاده ۵ ژوئن ۱۸۸۵ – درگذشته ۱۸ مارس ۱۹۵۵) یک بوم‌شناس آمریکایی بود. او به عنوان یکی از پیشگامان بزرگ بوم‌شناسی آمریکا شناخته می‌شود. آلِی به‌عنوان یک جانورشناس و بوم‌شناس ماهر، بیشتر به دلیل تحقیقاتش در مورد رفتار اجتماعی، پراکنش و انبوهی جانوران در محیط‌های آبی و خشکی شناخته شده‌است. آلِی در کالج ارلهام تحصیل کرد و پس از دانش‌آموختگی در سال ۱۹۰۸، تحصیلات پیشرفته خود را در دانشگاه شیکاگو دنبال کرد و در آنجا دکترای خود را دریافت کرد و در سال ۱۹۱۲ با درجه تمجید فارغ‌التحصیل شد مهم‌ترین تحقیقات آلی در زمان او در دانشگاه شیکاگو و در آزمایشگاه زیست‌شناسی دریا در وودز هول در ماساچوست انجام شد. یافته‌های تحقیقاتی او منجر به انتشارات بسیاری شد که مهم‌ترین آنها اصول بوم‌شناسی جانوران و انباشتگی جانوران بود. آلِی با نویسنده مارجوری هیل آلی ازدواج کرد و تا زمان مرگش در سال ۱۹۵۵ در سن ۷۰ سالگی در زمینه زیست‌شناسی کوشا بود.